# Festival internazionale del film di Roma 2009
La 4ª edizione del Festival internazionale del film di Roma ha avuto luogo a Roma dal 15 al 23 ottobre 2009.
Il premio Marc'Aurelio d'oro per il miglior film è stato assegnato dal pubblico a L'uomo che verrà di Giorgio Diritti, dalla giuria di critici a Fratellanza - Brotherhood di Nicolo Donato.

## Giurie

### Selezione ufficiale
- Miloš Forman (regista, Stati Uniti) – Presidente
- Gae Aulenti (architetto, Italia)
- Gabriele Muccino (regista, Italia)
- Senta Berger (attrice, Germania)
- Jean-Loup Dabadie (sceneggiatrice, Francia)
- Assia Djebar (scrittrice e regista, Algeria)
- Pavel Lungin (regista, Russia)

## Selezione ufficiale

### Concorso
- After di Alberto Rodríguez (Spagna)
- Alza la testa di Alessandro Angelini (Italia)
- Fratellanza - Brotherhood di Nicolo Donato (Danimarca)
- Chaque jour est une fête di Dima El-Horr (Francia, Libano, Germania)
- Dawson Isla 10 di Miguel Littín (Cile, Brasile, Venezuela)
- The Last Station di Michael Hoffman (Germania)
- Plan B - Piano B (Plan B) di Marco Berger (Argentina)
- Qingnian di Geng Jun (Cina)
- Les Regrets di Cédric Kahn (Francia)
- Triage di Danis Tanović (Francia, Irlanda, Spagna)
- L'uomo che verrà di Giorgio Diritti (Italia)
- Tra le nuvole (Up In The Air) di Jason Reitman (Stati Uniti)
- Viola di mare di Donatella Maiorca (Italia)
- Vision di Margarethe von Trotta (Germania)

### Fuori concorso - Anteprima
- Christine Cristina di Stefania Sandrelli (Italia)
- Quella sera dorata (The City Of Your Final Destination) di James Ivory (Stati Uniti)
- Il concerto di Radu Mihăileanu (Francia, Romania, Belgio, Italia)
- Io, Don Giovanni di Carlos Saura (Italia, Spagna)
- Lang Zai Ji, di Tian Zhuangzhuang (Cina)
- Julie & Julia di Nora Ephron (Stati Uniti)
- Oggi sposi di Luca Lucini (Italia)
- A Serious Man di Joel ed Ethan Coen (Stati Uniti)

### Eventi speciali
- Dive allo specchio di Gilles Jacob (Francia)
- L'uomo dalla bocca storta di Emanuele Salce e Andrea Pergolari (Italia)
- La maglietta rossa di Mimmo Calopresti (Italia)
- Le ragazze di piazza di Spagna di Luciano Emmer (Italia, 1952) – Omaggio a Luciano Emmer
- Omaggio a Roma di Franco Zeffirelli (Italia) – Con la partecipazione straordinaria di Monica Bellucci e Andrea Bocelli
- Parnassus - L'uomo che voleva ingannare il diavolo (The Imaginarium of Doctor Parnassus) di Terry Gilliam (Stati Uniti) – Omaggio a Heath Ledger
- Popieluszko - Non si può uccidere la speranza (Popiełuszko) di Rafal Wieczynski (Polonia)
- Red Riding: 1974 di Julian Jarrold (Gran Bretagna)
- Red Riding: 1980 di James Marsh (Gran Bretagna)
- Red Riding: 1983 di Anand Tucker (Gran Bretagna)

### L'altro Cinema - Extra
- Versailles Rive-Gauche di Bruno Podalydès (Francia, 1992)
- Bunny and the Bull di Paul King (Gran Bretagna)
- Corked! di Paul Hawley e Ross Clendenen (Stati Uniti)
- Gravity's Clowns di Junichi Mori (Giappone)
- Human Comedy in Tokyo (Tôkyô ningen kigeki) di Kōji Fukada (Giappone)
- Life in One Day di Mark de Cloe (Paesi Bassi)
- My Flesh My Blood (Moja krew) di Marcin Wrona (Polonia)
- Paulo Coelho's The Experimental Witch di Sylvia Fodor et al. (Italia)
- Revisited (Rewizyta) di Krzysztof Zanussi (Polonia)
- Simon Konianski di Micha Wald (Belgio, Canada, Francia)
- The Afterlight di Alexei Kaleina (Stati Uniti)

### Documentari in concorso
- Con Artist di Michael Sladek (Stati Uniti)
- Fratelli d'Italia di Claudio Giovannesi (Italia)
- Garbo, the Man Who Saved the World di Edmon Roch (Spagna)
- I Knew It Was You di Richard Shepard (Stati Uniti)
- L'Italia del nostro scontento di Elisa Fuksas, Francesca Muci e Lucrezia Le Moli (Italia)
- Latta e cafè di Antonello Matarazzo (Italia)
- Mamachas del Ring di Betty M. Park (Stati Uniti)
- PIN2011 - Recollection of the Street di Torsten Königs (Germania)
- Ragazzo americano di Martin Scorsese (Stati Uniti, 1978)
- Severe Clear di Kristian Fraga (Stati Uniti)
- Sons of Cuba di Andrew Lang (Gran Bretagna)
- The One Man Beatles di Cosimo Messeri (Italia)

## Alice nella città

### Concorso
- The Be All And End All di Bruce Webb (Gran Bretagna)
- A Boy Called Dad di Brian Percival (Gran Bretagna)
- Dear Lemon Lima di Suzi Yoonessi (Stati Uniti)
- Last Ride di Glendyn Ivin (Australia)
- Marpiccolo di Alessandro Di Robilant (Italia)
- Mille neuf cent quatre-vingt-un di Ricardo Trogi (Canada)
- Nat e il segreto di Eleonora (Kérity, la maison des contes) di Dominique Monféry (Italia, Francia)
- Prinsessa - Starring Maja di Teresa Fabik (Svezia)
- La Régate di Bernard Bellefroid (Belgio, Lussemburgo, Francia)
- Skellig di Annabel Jankel (Gran Bretagna)
- Vegas di Gunnar Vikene (Norvegia)
- Winter in Wartime di Martin Koolhoven (Paesi Bassi, Belgio)

### Fuori concorso
- L'incredibile viaggio della tartaruga (Tortuga - Die unglaubliche Reise der Meeresschildkröte) di Nick Stringer (Austria, Germania)

### Evento speciale fuori concorso
- Il piccolo Nicolas e i suoi genitori (Le Petit Nicolas) di Laurent Tirard (Francia)

### Anteprima Alice
- Hachiko - Il tuo migliore amico (Hachiko: A Dog's Story) di Lasse Hallström (Stati Uniti)
- Astro Boy di David Bowers (Stati Uniti)
- The Twilight Saga: New Moon di Chris Weitz (Stati Uniti) – Presentazione dei primi 20 minuti del film

### Evento speciale
- Antonio Ligabue: fiction e realtà di Salvatore Nocita (Italia)
- H.O.T. Human Organ Traffic di Roberto Orazi (Italia)
- L'Aquila bella mè di Pietro Pelliccione e Mauro Rubeo (Italia)
- Maria Lai. Ansia d'infinito di Clarita Di Giovanni (Italia)
- Rupi del vino di Ermanno Olmi (Italia)

### Occhio sul Mondo
- A Thousand Year Song of Baobab di Seiichi Motohashi (Giappone)
- Ghost Bird di Scott Crocker (Stati Uniti)
- H2Oil di Shannon Walsh (Canada)
- La questione nucleare di Ugo Fabrizio Giordani (Italia)
- Strade d'acqua di Augusto Contento (Italia, Francia, Brasile)
- The Cove - La baia dove muoiono i delfini (The Cove) di Louie Psihoyos (Stati Uniti)
- The End of the Line di Rupert Murray (Gran Bretagna)
- Latta e cafè di Antonello Matarazzo (Italia)

## Premi

### Premi principali
Il pubblico del Festival ha assegnato il seguente premio:
- Premio Marc'Aurelio d'Oro della Giuria al miglior film:  Fratellanza - Brotherhood (Brotherskab) di Nicolo Donato
- Premio Marc'Aurelio d'Oro del pubblico al miglior film:  L'uomo che verrà  di Giorgio Diritti
- Premio Marc'Aurelio d'Argento della Giuria alla migliore attrice:  Helen Mirren per The Last Station
- Premio Marc'Aurelio d'Argento della Giuria al migliore attore:  Sergio Castellitto  per Alza la testa
- Gran Premio della Giuria Marc'Aurelio d'Argento:  L'uomo che verrà di Giorgio Diritti

#### Premi alla carriera
- Marc'Aurelio d'oro alla carriera:  Meryl Streep

#### Premi Alice nella città
- Premio Marc'Aurelio d'Argento Alice nella città (sopra i 12 anni): Last Ride di Glendyn Ivin
- Premio Marc'Aurelio d'Argento Alice nella città (sotto i 12 anni): Winter in Wartime di Martin Koolhoven
- Menzione speciale: Vegas di Gunnar Vikene

#### Premi L'Altro Cinema | Extra
- Premio Marc'Aurelio d'argento al miglior documentario per la Sezione L'Altro Cinema | Extra: Sons of Cuba di Andrew Lang
- Menzione speciale: Fratelli d'Italia di Claudio Giovannesi
- Menzione speciale: Severe Clear di Kristian Fraga

### Premi collaterali
- Premio Libera associazione rappresentanza di artisti (L.A.R.A.) alla migliore interprete italiana: Anita Kravos per Alza la testa di Alessandro Angelini
- Premio Enel Cuore al miglior film sociale (sezione L'Altro Cinema | Extra): H.O.T. - Human Organ Traffic di Roberto Orazi
- Premio Farfalla d'oro (Agiscuola): Fratellanza - Brotherhood (Brotherskab) di Nicolo Donato
- Premio al miglior progetto europeo (La Fabbrica dei Progetti): No One's Child di Stefan Arsenijevic
- Premio IKEA Green al migliore film contenente tematiche a sfondo ambientale (Occhio sul Mondo): The Cove di Louie Psihoyos
- Premio HAG al miglior film dedicato al tema dei rapporti tra forme artistiche e ambiente: Latta e cafè di Antonello Matarazzo
- Premio speciale "10eLotto" all'attore italiano che meglio rappresenta il carattere e la generosità popolare: Alba Rohrwacher
- Mouse d'Oro: Tra le nuvole (Up in the Air), regia di Jason Reitman
- Mouse d'Argento: Il concerto (Le Concert), regia di Radu Mihăileanu